# Robert Gellately
Robert Gellately (nascido em 1947) é um acadêmico canadense e um dos principais historiadores da Europa moderna, particularmente durante a Segunda Guerra Mundial e o período da Guerra Fria.
Obteve seus graus B.A., B.Ed., e M.A. pela Universidade Memorial de Terra Nova e seu Doutorado na London School of Economics. Começou sua carreira profissional na Universidade Cornell, seguido de cargos na Universidade do Oeste de Ontário e na Universidade Clark, onde foi o Strassler Family Professor de História do Holocausto. Desde 2003 é o Earl Ray Beck Professor de História da Universidade do Estado da Flórida. Frequentemente leciona aulas sobre a Segunda Guerra Mundial e a Guerra Fria, mas seu extenso interesse pelo Holocausto também o levou à realização de pesquisas sobre outros genocídios. É ocasionalmente conhecido por dar palestras sobre genocídios específicos. Tem diretrizes muito rígidas para o que julga genocídio e teve diversos debates televisivos sobre seus pontos de vista um tanto controversos.
Seu mais recente trabalho é Stalin's Curse: Battling for Communism in War and Cold War (2013). Publicou recentemente um conjunto de documentos originais de Leon Goldensohn que lida com os Julgamentos de Nuremberg de 1945-46 contra criminosos de guerra em The Nuremberg Interviews: An American Psychiatrist's Conversations With The Defendants and Witnesses (2004).
Seus outros livros incluem Backing Hitler: Consent and Coercion in Nazi Germany, 1933-1945 (Oxford University Press, 2001). Foi publicado em alemão, holandês, espanhol, checo, português e italiano. Backing Hitler foi escolhido como uma seleção principal para clubes de livros na América do Norte e no Reino Unido.
Em Backing Hitler: Consent and Coercion in Nazi Germany, 1933-1945, argumenta que a Gestapo não era, na verdade, omnipresente e intrusiva como foi descrita. A Gestapo apenas totalizava 32 mil para toda a população da Alemanha, o que claramente limitou seu impacto. Na cidade de Hanôver, havia apenas 42 oficiais. Em vez disso, defende que a atmosfera de terror e medo foi mantida por "denúncias" dos alemães comuns, pelo que informariam qualquer atividade suspeita "anti-nazista" para a autoridade nazista local. Argumenta que essas denúncias foram a causa da maioria das perseguições, como em Saarbrücken, 87,5 por cento dos casos de "calúnia contra o regime" vieram de denúncias. Isso diminuiu o papel da Gestapo em manter o medo e o terror ao longo do Terceiro Reich, no entanto, eles ainda provaram ser um poderoso instrumento para Hitler e continuaram a fornecer o aparelho de segurança necessário para o regime nazista.
Seu primeiro livro foi The Politics of Economic Despair: Shopkeepers in German Politics, 1890-1914 (London, 1974). Em 1990 publicou The Gestapo and German Society: Enforcing Racial Policy, 1933-1945 (Oxford University Press). Foi traduzido para alemão e espanhol.
Além disso, co-editou um volume de ensaios com a especialista russa Sheila Fitzpatrick, Accusatory Practices: Denunciation in Modern European History, 1789-1989 (University of Chicago Press, 1997). Com o colega Nathan Stoltzfus (também da Universidade do Estado da Flórida), coeditou uma coleção chamada Social Outsiders in Nazi Germany (Princeton University Press, 2001). Com Ben Kiernan, Diretor do programa de Estudos de Genocídio em Yale, recentemente coeditou The Specter of Genocide: Mass Murder in Historical Perspective (Cambridge University Press, 2003). Também coeditou The Specter of Genocide: Mass Murder in Historical Perspective (Cambridge University Press, 2003).
Gellately ganhou inúmeros prêmios de pesquisa, incluindo bolsas da Fundação Alexander von Humboldt na Alemanha e do Conselho de Pesquisa em Ciências Humanas e Sociais do Canadá.

## Obras selecionadas
- "Lenin, Stalin and Hitler: The Age of Social Catastrophe" (Knopf, 2007)
- "The Gestapo and German Society: Political Denunciation in the Gestapo Case Files," The Journal of Modern History Vol. 60, No. 4, Dezembro de 1988.
- The Gestapo and German Society: Enforcing Racial Policy 1933-1945 (Oxford University Press, 1991)
- "Denunciations in Twentieth-Century Germany: Aspects of Self-Policing in the Third Reich and the German Democratic Republic," The Journal of Modern History Vol. 68, No. 4, Dezembro de 1996.
- Coeditado por Sheila Fitzpatrick, Accusatory Practices: Denunciation in Modern European History, 1789-1989 (University of Chicago Press, 1997)
- Backing Hitler: Consent and Coercion in Nazi Germany (Oxford University Press, 2002)
- Stalin's Curse: Battling for Communism in War and Cold War (Vintage, 2013)